# Diabetes - en film om sukkersyge
Diabetes - en film om sukkersyge er en dansk dokumentarfilm fra 1981 instrueret af Erik Frohn Nielsen.

## Handling
Dokumentarfilm om folkesygdommen sukkersyge. Der berettes om moderne behandlingsmetoder - der ikke kan helbrede, men regulere.